# Altenburg (Kaltern)
Altenburg (italienisch Castelvecchio) ist ein Dorf im Überetsch in Südtirol und mit 614 m über dem Meeresspiegel die höchstgelegene Fraktion der Gemeinde Kaltern. Das Dorf liegt rund sechs Kilometer südlich vom Ortskern Kalterns entfernt auf einem dem Mendelkamm vorgelagerten Mittelgebirgsplateau. Für den Kraftverkehr ist Altenburg über eine gut ausgebaute, von Kaltern heraufkommende Straße erschlossen sowie eine kleine, äußerst steile Bergstraße, die die Ortschaft mit dem südlich benachbarten Söll verbindet. 

## Geschichte

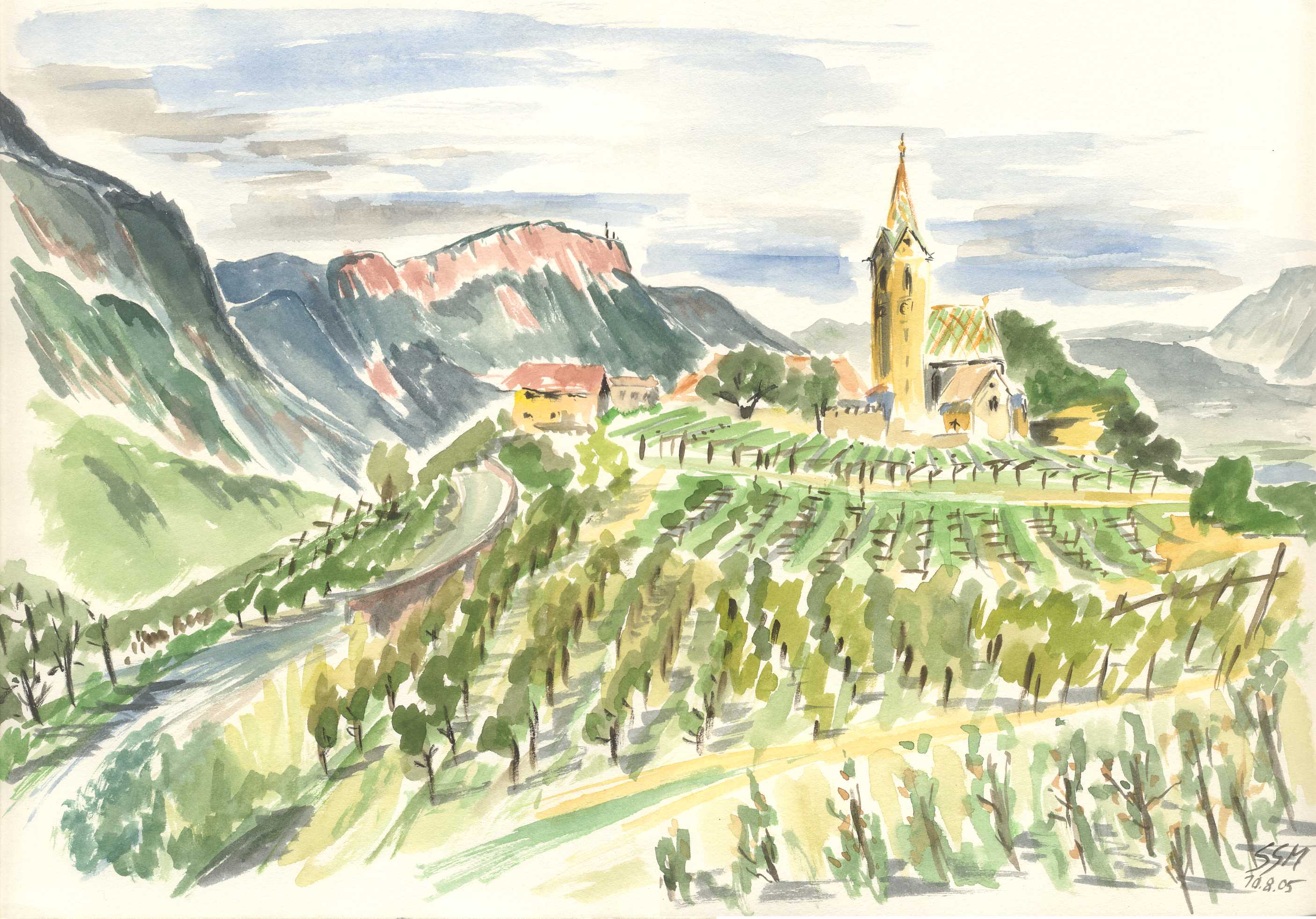
Ansicht von Altenburg. Aquarell von Siegfried Schieweck-Mauk, Eichstätt

Die Ersterwähnung Altenburgs findet sich im mittelalterlichen Vigiliusbrief in der Form Castellum. Das ebenfalls dort erwähnte Celuia ist wohl mit dem Weiler Gelf am Südrand des Altenburger Plateaus zu identifizieren.
In Altenburg stand einst in der Nähe der heutigen Kirche St. Vigil eine Burg, die 1195 als castrum, quod nominabant Altenburg erstmals erwähnt ist. Erbaut wurde die Anlage mutmaßlich von den Grafen von Eppan. Verfallen war sie wohl ab dem 17. Jahrhundert. Die noch um 1900 sichtbaren Reste sind heute zur Gänze verschwunden. Die Örtlichkeit selbst wird urkundlich 1332 in deutscher Form als Altenburga in einer Traminer Aufzeichnung genannt.
Etwa 400 m nördlich des Weilers, in der Rastenbachklamm und am Abhang des St.-Peter-Bühels, wurde, wie bereits 1548 urkundlich belegt ist, in einem nordsüd-streichenden Gang im Porphyr bis ins 19. Jahrhundert in zwei Stollen Fluorit bergbaumäßig abgebaut.

## Kirchen

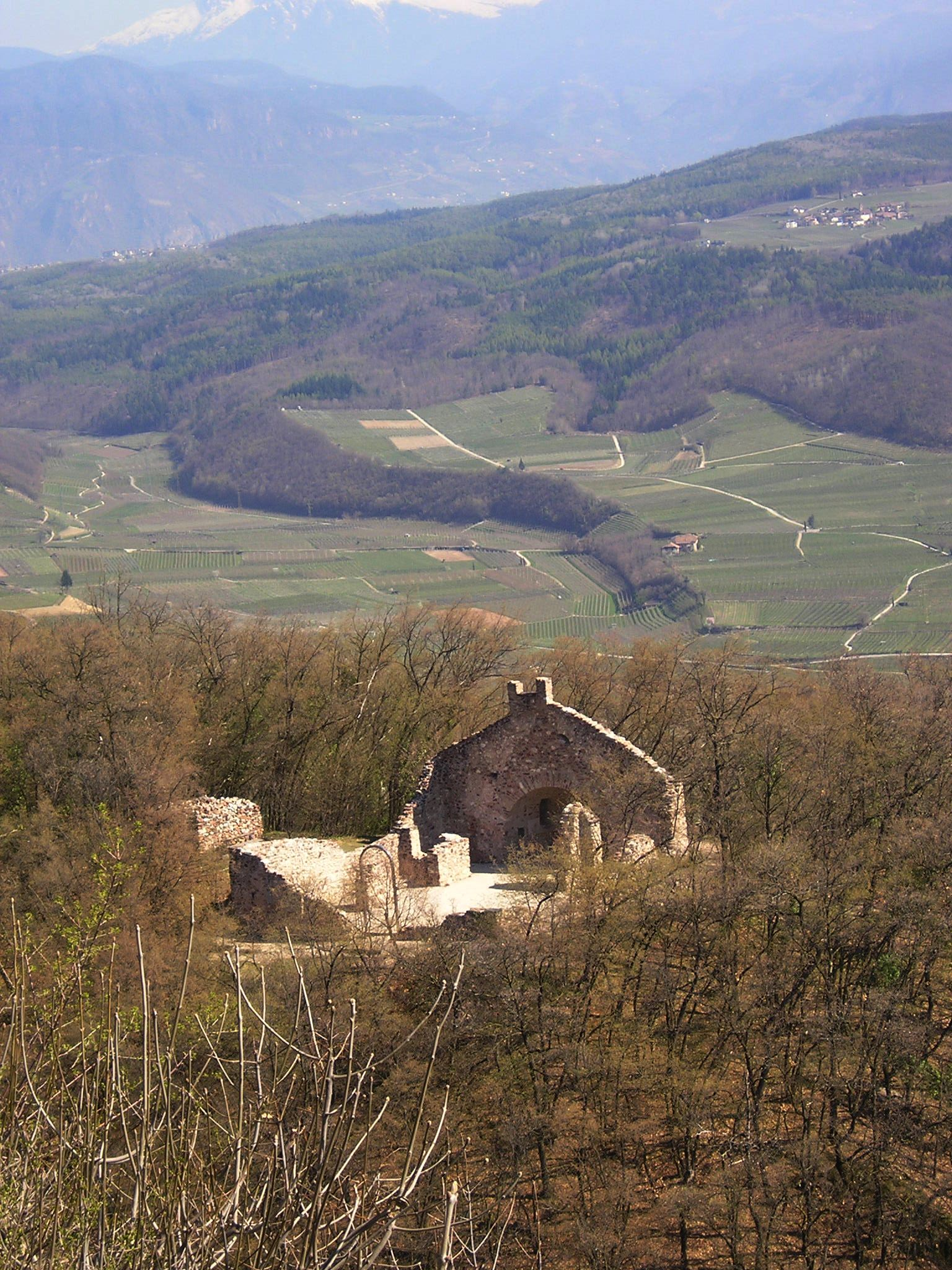
Kirchenruine St. Peter

Auf dem Altenburger Plateau befindet sich die spätgotische Kirche St. Vigil. Auf einem östlich vorgelagerten Hügel liegt die Ruine von St. Peter, deren Ursprünge vermutlich bis ins 6. Jahrhundert zurückreichen.

## Sonstiges
- In Altenburg gibt es eine Bildungsstätte für Bienenkunde.
- Wenige Meter nordöstlich von St. Vigilius erreicht man eine Aussichtsplattform, von der man eine gute Sicht auf den 400 Meter unterhalb liegenden Kalterer See und das Südtiroler Unterland und das Überetsch hat.
- Von Altenburg aus führen markierte Wanderwege auf die umliegenden Berge des Mendelkamms sowie abwärts durch die Rastenbachklamm nach St. Josef und zum Kalterer See. Der „Kalterer Höhenweg“ führt von Altenburg über den Göllersteig steil hinauf zur Göllerwiese (1510 m) und weiter zum Roen (2116 m) und zur Überetscher Hütte.
- In der Sportzone Altenburg-Kaltern wird u. a. ein Hochseilgarten betrieben.
- In einer abflusslosen Mulde längs der Straße Altenburg-Söll befindet sich ein kleiner, stark verlandeter Teich, das Feuchtbiotop „Altenburger Tümpel“, mit artenreicher Flora und Fauna. Der Teich war früher zur Sammlung der dort in großer Menge vorkommenden Blutegel an einen Apotheker verpachtet.